# Paolo Giobbe
Paolo Giobbe (Rome, 10 januari 1880 – aldaar, 14 augustus 1972) was een Italiaans geestelijke en kardinaal van de Katholieke Kerk.
Giobbe studeerde aan het Pauselijk Romeins Seminarie, waar hij promoveerde in zowel de theologie als het canoniek recht. Hij werd op 4 december 1904 priester gewijd. Hij deed aanvankelijk pastoraal werk in Rome en doceerde vanaf 1907 aan de Pauselijke Urbaniana Universiteit, van welke instelling hij in 1917 rector werd. In datzelfde jaar benoemde paus Benedictus XV hem tot huisprelaat. 
Op 30 maart 1925 benoemde paus Pius XI hem tot titulair aartsbisschop van Ptolemaeus in Thebaïde en tot apostolisch nuntius in Colombia. In 1935 volgde zijn benoeming tot internuntius in Nederland, waar hij tot 1958 zou blijven, zij het dat hij de bezettingsjaren in Rome doorbracht. Vóór de oorlog nog wijdde hij Johannes Petrus Huibers tot bisschop van Haarlem en in 1951 de latere kardinaal Bernardus Johannes Alfrink tot hulpbisschop van Utrecht.  Hij was de drijvende kracht achter de reorganisatie van de Nederlandse kerkprovincie, die onder meer leidde tot de oprichting van de bisdommen Groningen en Rotterdam. Tijdens het consistorie van 15 december 1958 creëerde paus Johannes XXIII hem kardinaal. De Santa Maria in Vallicella werd zijn titelkerk. Hierna werd hij apostolisch datarius. Van 1962 tot 1965 was hij daarnaast kardinaal-patroon van de   Souvereine Militaire Hospitaal Orde van Sint Jan van Jeruzalem. Kardinaal Giobbe nam deel aan het Tweede Vaticaans Concilie en aan het conclaaf van 1963 dat leidde tot de verkiezing van Giovanni Battista kardinaal Montini tot paus Paulus VI.
Op 29 april 1964 leidde hij in Rome de huwelijksinzegening van prinses Irene met Carlos Hugo van Bourbon-Parma.
Toen hij overleed was hij het oudste lid van het College van Kardinalen. Hij werd op Campo Verano begraven.
- Gemeinsame Normdatei: 1084147602
- International Standard Name Identifier: 0000 0003 9418 8245
- Nederlandse Thesaurus van Auteursnamen: 072794291
- Istituto Centrale per il Catalogo Unico: TO0V651060
- Virtual International Authority File: 288623722
- WorldCat: E39PBJcKKy4d9yBBYkqyBbYMfq